# Kullasand
Kullasand är en bebyggelse i Borås kommun i Västra Götalands län belägen väster om Fristad i Fristads socken vid östra stranden av Ärtingen. Området avgränsades före 2015 till en småort för att därefter räknas som en del av tätorten Fristad.